# 한국쌀산업협회
한국쌀산업협회는 시장개방 확대와 농업환경 변화에 대응하기 위하여 회원간 상호협력을 바탕으로 고품질 쌀 안정생산지도 및 수급조절, 시장교섭력 강화하여 농업생산인의 소득증대와 쌀 산업의 발전을 도모할 목적으로 2010년 1월 15일 설립된 대한민국 농림수산식품부 소관의 사단법인이다. 사무실은 서울특별시 중구 충정로1가 75에 있다.